# Chrysophyllum viride
Chrysophyllum viride – gatunek drzew należących do rodziny sączyńcowatych. Jest gatunkiem występującym w Ameryce Południowej, na wschodnim wybrzeżu Brazylii.